# Haploglenius luteus
Haploglenius luteus är en insektsart som först beskrevs av Walker 1853.  Haploglenius luteus ingår i släktet Haploglenius och familjen fjärilsländor. Inga underarter finns listade i Catalogue of Life.